# All I Wanna Do
«All I Wanna Do» — песня австралийской певицы Данни Миноуг, записанная для её третьего студийного альбома Girl. Сингл стал первым клубным успехом Данни в Великобритании, положив старт её восхождению в музыкальные танцевальные чарты.
Песня получила исключительно положительные отзывы критиков и была выпущена в качестве первого сингла с альбома Girl, поднявшись на пятую строчку в Национальном Чарте Великобритании. На родине Миноуг песня удостоилась одиннадцатой позиции. Продажи сингла в одной только Великобритании составили свыше 195 000 копий, обеспечив статус серебряного по версии BPI.
Триумфальное возвращение Данни после трёхлетнего молчания заложило основу коммерческого успеха — в качестве промоутинга была устроена откровенная фотосессия для календаря с певицей, лейбл возлагал надежды на хорошие продажи альбома. All I Wanna Do стал первым релизом после заключения контракта с Warner Bros. Records. Многомиллионная сделка предвещала мировую известность Данни, особенно после успеха первого сингла. Но позиции альбома Girl не оказались столь же высокими.

## Клип
Красочный клип на песню All I Wanna Do был снят при отсутствии конкретного сюжета. Видео показывает Миноуг, лежащей на кровати и разговаривающей по телефону. В течение клипа несколько раз присутствовали эпизоды, показывающие разных людей зачарованно смотрящих этот клип в своих компьютерах. В клипе Данни также показывается едущей на мотоцикле, а после — сидящей в кресле и обнимающей пушистую белоснежную кошку. Во время нескольких эпизодов присутствовали кадры, которые видимо относятся к семейному видеоархиву Миноуг (девочка, качающаяся на качелях — вероятно, Данни в детстве). Стилистику клипа можно охарактеризовать как гламурную, с доминированием розовых тонов. В связи с этим некоторые поклонники и критики[кто?] выразили мнение что в клипе певица выглядит этакой девочкой-барби.

## Список композиций
CD single 1
1. «All I Wanna Do» (Radio Version) — 4:29
2. «All I Wanna Do» (12" Extended Mix) — 6:58
3. «All I Wanna Do» (Trouser Enthusiasts' Toys Of Desperation Mix) — 11:05
4. «All I Wanna Do» (Xenomania Dream House Mix) — 5:57
5. «All I Wanna Do» (D-Bop’s Innocent Girl Mix) — 7:32
6. «All I Wanna Do» Music Video

CD single 2
1. «All I Wanna Do» (Radio Version) — 4:29
2. «All I Wanna Do» (Qattara’s Mix) — 10:05
3. «All I Wanna Do» (Trouser Enthusiasts' Ultra Sensitive Dub) — 10:16
4. «All I Wanna Do» (Dizzy’s Mix) — 7:39
5. «All I Wanna Do» (Sharp «System» Dub) — 7:26

European CD single
1. «All I Wanna Do» (Radio Version) — 4:29
2. «All I Wanna Do» (Xenomania Dream House Mix) — 5:57

UK Cassette single
1. «All I Wanna Do» (Radio Version) — 4:29
2. «All I Wanna Do» (Tiny Tim & The Mekon Dream Dub) — 7:31

## Позиции в чартах
| Чарты (1997)                  | Наивысшая позиция |
| ----------------------------- | ----------------- |
| UK Singles Chart              | 4                 |
| UK Club Chart                 | 1                 |
| Australian ARIA Singles Chart | 11                |
| Swedish Singles Chart         | 48                |